# Raková (district de Rokycany)
Pour les articles homonymes, voir Raková.
Raková (en allemand : Rakowa) est une commune du district de Rokycany, dans la région de Plzeň, en République tchèque. Sa population s'élevait à 246 habitants en 2021.

## Géographie
Raková se trouve à 5 km au sud du centre de Rokycany, à 16 km à l'est-sud-est de Plzeň et à 75 km au sud-ouest de Prague.
La commune est limitée par Rokycany au nord-ouest et au nord, par Kamenný Újezd et Veselá à l'est, par Milínov au sud et Šťáhlavy au sud et au sud-ouest.

## Histoire
La première mention écrite du village date de 1319.

## Transports
Par la route, Raková se trouve à 6 km de Rokycany, à 22 km de Plzeň et à 85 km de Prague. 